# أحوال رمضان (حارة)

تعديل مصدري - تعديل

أحوال رمضان هي إحدى حارات حي الظهار بمدينة إب اليمنية، بلغ تعداد سكانها 7265 نسمة حسب تعداد اليمن لعام 2004.